# Hugo IV de Lusinhão
Hugo IV (m c.1026), chamado Bruno, foi o quarto Senhor de Lusinhão. Foi o filho de Hugo III Albus com Arsendis. Era um barão turbulento, que levou a sua família para fora da obscuridade e a caminho da prominência nos assuntos da Europa e Médio oriente.
Hugo esteve muitos anos em guerra com os Viscondes de Thouars devido a um feudo que reclamava seu por direito. A paz foi obtida por breves tempos através do casamento de Hugo com Audéarde (ou Aldiarde), a filha do Visconde Ralph. Como dote, Hugo recebeu o Castelo de Mouzeuil. Ele já possuía o Castelo de Lusinhão, construído pelo seu avô Hugo Carus, e o de Couhé, construído pelo duque de Aquitânia. Quando o Visconde Ralph faleceu, contudo, o seu sucessor Godofredo, retomou Mouzeuil.
Hugo também contraiu uma longa guerra contra Almerico I, senhor de Rancon, que tomara Civray, um feudo de Bernardo I de La Marche. Por aliança com o Duque Guilherme V de Aquitânia, Hugo e Bernardo retomaram Civray e Hugo assumiu-o como seu feudo, embora o perdesse pouco depois. Mesmo assim, continuou a sua guerra contra Almerico.
Hugo pediu ao duque o Viscondado de Châtellerault, mas ficou apenas com promessas vazias. Entrou em guerra contra o duque até que este lhe concedeu o feudo de Vivonne, que já pertencera ao seu tio Joscelin. William mais tarde privou Hugo dos impostos de Saint-Maixent que sua mãe Emma, esposa de Guilherme IV da Aquitânia, concedera ao pai de Hugo.
A 6 de Março de 1025, Hugo trocou terras com a abadia de Saint-Hilaire de Poitiers de forma a encontrar um mosteiro para a sua alma. O duque obteve duas cartas do Rei Roberto II confirmando esse estabelecimento monástico assim como outro em Couhé. Hugo e o bispo Isembarto enviaram então cartas ao Papa João XIX a implorar a isenção para os seus mosteiros de toda autoridade excepto a de Nouaillé. A isenção foi concedida.
Hugo deixou dois filhos: Hugo V, que lhe sucedeu, e Rorgo.